# Orthosia misera
Orthosia misera là một loài thực vật có hoa trong họ La bố ma. Loài này được (L.O. Williams) W.D. Stevens mô tả khoa học đầu tiên năm 2005.